# Холмківська сільська рада
Холмківська сільська рада — колишній орган місцевого самоврядування у Ужгородському районі Закарпатської області з адміністративним центром у с. Холмок.
Хо́лмок — село в Ужгородському районі Закарпатської області. На околиці села, як свідчать археологічні дані, в VI–XI ст. існували давні слов'янські поселення. Назву село отримало від піщаних дюн, на яких воно виникло, В письмових джерелах село відоме під назвою «Homok» або «Holmok», що угорською мовою означає «пісок». Перша письмова згадка про село датується 1358 роком, коли тодішні землевласники до свого прізвища додавали прикладку «гомокські» (de homok).
Протягом XIV–XV ст. Холмоком володіла місцева шляхта. З XVI ст. Холмок став власністю родини Корлат. В 1427 році у селі нараховувалося 7 селянських та одне шолтейське господарство. В 1588 році в Холмоку було оподатковано 12 домогосподарств, що володіли 4 портами. В кінці XVII ст. в селі нараховувалося 20 селянських господарств. В 1715 році, через події визвольної війни угорського народу проти панування австрійських Габсбургів (1703–1711 р.р.) кількість селянських господарств різко зменшилася.
Як свідчать археологічні пам'ятки, відкриті за останню чверть століття, Ужгородський район у давнину був густо заселений, починаючи з давньої кам'яної доби і закінчуючи Середньовіччям.
В добу неоліту виникають довготривалі поселення в рівнинній місцевості краю. Серед них поселення, відкриті біля сучасних сіл Велика Добронь, Малі Геївці, Паладь-Комарівці, Тарнівці, Холмці, Холмок, Середнє, мікрорайон Ужгорода Дравці та ін. Природно, заселення рівнини повністю відповідало новим задіяним формам економічного життя землеробству і скотарству. На поселеннях, які піддавалися розкопкам, виявлено, як правило, товстий культурний шар, землянкові і напівземлянкові житла, господарські ями, велику кількість уламків від ліпного посуду, кам'яні шліфовані сокири, тесла, мотики, прясла для веретен та конуси від примітивних ткацьких верстатів.
Залізна доба у Закарпатті, в тому числі й Ужгородському районі, настав в VIII – VII ст, до н.е., а найвищого розвитку досяг у V – I ст. до н.е. Цей період представлений поселеннями, городищами, могильниками. Поселення залізної доби виявлені в Малих Геївцях, Оноківцях, Оріховиці, Сторожниці, Тарнівцях, Середньому. Городища стали відомими в Ужгороді (Замкова гора), Горянах, Невицькому (курганний могильник).
Застосування залізних знарядь праці, які в порівнянні з бронзовими були набагато дешевшими і того ж продуктивнішими, сприяло швидкому розвитку землеробства, ремесла, підвищенню добробуту населення. Використовуючи залізну сокиру, люди вирубували під посіви нові лісові ділянки. В межах району росли значні площі дубових лісів. Завдяки застосуванню наральника стало можливим використовувати для обробітку землі тяглову силу.
Сьогодні на теренах району відомо більше десяти поселень першої половини І тисячоліття. Вони частково досліджувалися в селах Батфа, Велика Добронь, Галоч, Довге Поле, Дубрівка, Коритняни, Малі Геївці, Паладь-Комарівці, Пацканьово, Підгорб, Сюрте, Холмок, Ратовці. 
Дослідження вчених свідчать про дальший розвиток економічного життя в краї. Поряд із землеробством і скотарством, високого рівня досягли ремесла: залізоробне, ковальське, гончарне, деревообробне. В побут увійшла кераміка, виготовлена на гончарному крузі, обпалена в гончарних горнах. Знахідки римських монет та ювелірних виробів (Малі Селменці) свідчать про жваві торговельно-обмінні відносини між населенням краю та римськими провінціями Паннонія і Дакія. В середині І тисячоліття у "велике переселення народів" включаються давні слов'яни, які жили між Дніпром і Віслою. Просуванню слов'ян на Балкани та Карпатську улоговину, що відбувалося до V ст., немалою мірою сприяло гуннське, готське та аварське вторгнення в Центральну Європу.
Найраніші пам'ятки давніх слов'ян (поселення і могильники), що датуються VI ст., на території Ужгородського району були виявлені в Галочі, Холмоку, Ужгороді. Слов'янські поселення другого етапу – VII – ІХ ст., на теренах району кількісно збільшуються. Вони відомі на прикладі Великих Лазів, Великих Геївців, Великої Доброні, Глибокого, Кам'яниці, Коритнян, Малих Селменців, Павлова, Паладь-Комарівців, Сторожниці та ін.
В Галочі (урочище Біле Поле) вперше на території краю було виявлено напівземлянкові житла з печами-кам'янками давніх слов'ян. Тут же зібрано значну колекцію фрагментів ліпного посуду так званого празького типу, що датується VI ст.
У 896 році в Карпатську улоговину вторгаються угорські (мадярські) племена, головна частина яких проходить через Верецький перевал і осідає в степовій зоні Тисо-Дунайської котловини. Консолідація мадярських племен стала основою для утворення Угорської ранньофеодальної держави, очоленої першим королем Іштваном І (1000-1038 р.р.). Починаючи з ХІ-ХІІ ст., мадяри поступово заселяють Притисянську рівнину. В ХІІ – XIV ст. виникає ряд мадярських сіл на теренах сучасного Ужгородського району, таких як Велика Добронь, Великі Геївці, Паладь-Комарівці, Галоч, Сюрте та ін. 
| Населені пункти Сільській раді підпорядковані населені пункти: - с. Холмок - с. Концово - с. Минай - с. Розівка - с. Ботфалва - с. Коритняни - с. Кінчеш - с. Сторожниця - с. Тарнівці - с. Шишлівці |

## Склад ради
Рада складається з 26 депутатів та голови.

## Керівний склад сільської ради
| ПІБ                       | Основні відомості                                                 | Дата обрання | Дата звільнення |
| ------------------------- | ----------------------------------------------------------------- | ------------ | --------------- |
| Данило Володимир Юрійович | Сільський голова, 1950 року народження, освіта                    | 26.03.2006   | 31.10.2010      |
| Вачіля Тетяна Юріївна     | Сільський голова, 1974 року народження, освіта вища, позапартійна | 31.10.2010   |                 |

Примітка: таблиця складена за даними джерела